# Simone Elkeles
Simone Elkeles (n. 24 aprilie 1970, Chicago, Illinois, SUA) este o autoare americană cunoscută pentru trilogia romantică pentru adolescenți Perfect Chemistry și trilogia How To Ruin. Ea este o autoare de bestseller-uri listate în topul New York Times. Simone a câștigat premiul RITA 2010 pentru cel mai bun roman pentru tineri de la Romance Writers of America pentru cartea sa Chimie perfectă. Continuarea Legile atracției, a apărut pe Lista celor mai bine vândute USA Today și pe Lista celor mai bine vândute The New York Times.

## Tinerețea
Simone Elkeles s-a născut în Chicago, Illinois, pe 24 aprilie 1970. Familia ei s-a mutat mai târziu în Glenview, Illinois⁠(d), până în primul an de liceu, când s-au mutat în Deerfield, Illinois, o suburbie a Chicago. A urmat Liceul Deerfield și a absolvit în 1988. Apoi a urmat Universitatea Purdue, dar a absolvit Universitatea din Illinois, obținând o licență în psihologie. Mai târziu și-a obținut diploma de master în relații industriale de la Universitatea Loyola-Chicago. În timp ce lucra pentru o companie de producție, creând programe de diversitate pentru angajații acestora, ea și-a continuat studiile la Universitatea Loyola-Chicago, unde și-a primit diploma de master în relații industriale. După ce și-a terminat studiile, a plecat să lucreze la compania de producție a tatălui ei. Când el a murit, ea – la 24 de ani – a devenit CEO. A învățat despre marketing și despre afaceri, în loc să o învețe despre scris. Are un fiu și o fiică. În 2014, Elkeles a divorțat de soțul ei.

## Autor
Simone a început să scrie în 2000, dar nu a publicat imediat. După ce a terminat Cum să ruinezi o vacanță de vară, Elkeles a început să trimită cartea ei diferiților agenți. După 5 ani de căutări, Elkeles a găsit în sfârșit un agent, Nadia Cornier, căreia i-a plăcut How to Ruin a Summer Vacation și i-a mijlocit un contract de editare. A vândut primele trei cărți ale lui Simone înainte ca Elkeles să se despartă de ea și s-o găsească pe agentul actual, Kristin Nelson, care a reușit să o ducă pe Simone la „următorul nivel”. De atunci, scriitoarea a câștigat numeroase premii și aprecieri pentru lucrările sale, inclusiv fiind numită Autorul Anului de către Asociația Illinois a Profesorilor de Engleză.
Simone Elkeles are în prezent 10 lucrări de ficțiune pentru tineri.
Trilogia „Cum să ruinezi”
- Cum să ruinezi o vacanță de vară (2006)
- Cum să-mi ruinez viața de adolescentă (2007)
- Cum să-i distrugi reputația iubitului (2009)
- Ruinat (2010) (omnibus #1-3)

Seria „Paradis”
- Părăsirea Paradisului (2007)
- Întoarcere în paradis (2010)

Trilogia „Chimie perfectă” (traducere de Carmen Ion, Editura Leda, 2012)
- Chimie perfectă (2008)
- Legile atracției (2010)
- Reacție în lanț (2011)

Wild cards/crush
- Wild Cards (2013)
- Wild Crush (2015)

### Romane de sine stătătoare
- Depășirea liniei (2018)
- Prințesa războinică americană (2022)

## Premii și distincții
- 2008 Autorul anului de către Asociația IL a profesorilor de limba engleză
- Premiul RITA 2010 pentru cel mai bun roman pentru tineri pentru Chimie perfectă
- Lista celor mai bine vândute New York Times pentru Legile atracției și Întoarcerea în paradis
- Lista celor mai bine vândute din USA Today